# Freddy (jaboti)
Freddy é o primeiro jabuti no mundo a receber uma prótese impressa em 3D. O quelônio foi encontrado em 2015, vagando próximo a uma estrada depois de perder 85% do casco em um incêndio florestal no cerrado, próximo a Brasília. Além das queimaduras os veterinários relataram que as costas da mesma faziam-se plenas de larvas de moscas na área exposta, além de um quadro de pneumonia. Depois de receber os primeiros cuidados, uma equipe de veterinários e dentistas intitulada Animal Avengers em parceria com o designer Cicero Moraes, projetaram e imprimiram um casco em 3D que foi colocado na jabuta. O ineditismo da técnica repercutiu na mídia nacional e internacional, sendo reconhecido pelo Guinness World Records de 2022 como a primeira prótese impressa em 3D no mundo.